# VTimes
VTimes — российское деловое интернет-СМИ, существовавшее с 2020 по 2021 год.

## История
В 2020 году в «Ведомостях» случился кризис: в марте исполяющим обязанности главного редактора был назначен Андрей Шмаров, которого редакция обвинила в цензуре и вмешательстве в уже опубликованные материалы, в мае он был утверждён на должности. В середине июня всё руководство «Ведомостей» и значительная часть сотрудников-журналистов покинули издание.
Значительная часть ушедших сотрудников, включающая четверых из пяти бывших заместителей главного редактора — Александр Губский, Борис Сафронов, Филипп Стеркин, Кирилл Харатьян — основала издание VTimes. Помимо деловой тематики, издание планировало писать также про здоровье, экологию, ответственное потребление и человеческий капитал.
Медиаменеджер Дерк Сауэр, который в 1999 году совместно с The Wall Street Journal и Financial Times основал «Ведомости», стал советником издания, но не инвестором или менеджером.
В сентябре 2020 года издание запустило краудфандинг на «производство подкастов, видео, выпуск расследований и аналитических материалов».
14 мая 2021 года Министерство юстиции РФ объявило о внесении нидерландской некоммерческой организации «Stichting 2 Oktober», владеющей доменным именем VTimes.io, в список СМИ — «иностранных агентов». 2 июня издание объявило о закрытии с 12 июня 2021 года.

### Новый проект VPost
В октябре 2021 команда VTimes запустила новое медиа VPost, которое позиционируется как медиа о деньгах. Редакцию возглавили Борис Сафронов, Филипп Стеркин и Кирилл Харатьян.

## Награды
В ноябре 2020 года статья «Двойные агенты: как сотрудники АСВ и ФСБ обогащались на проблемных банках», опубликованная VTimes совместно с «Медузой» и «Проектом», получила ежемесячную журналистскую премию «Редколлегия».